# Johan Anton Millén

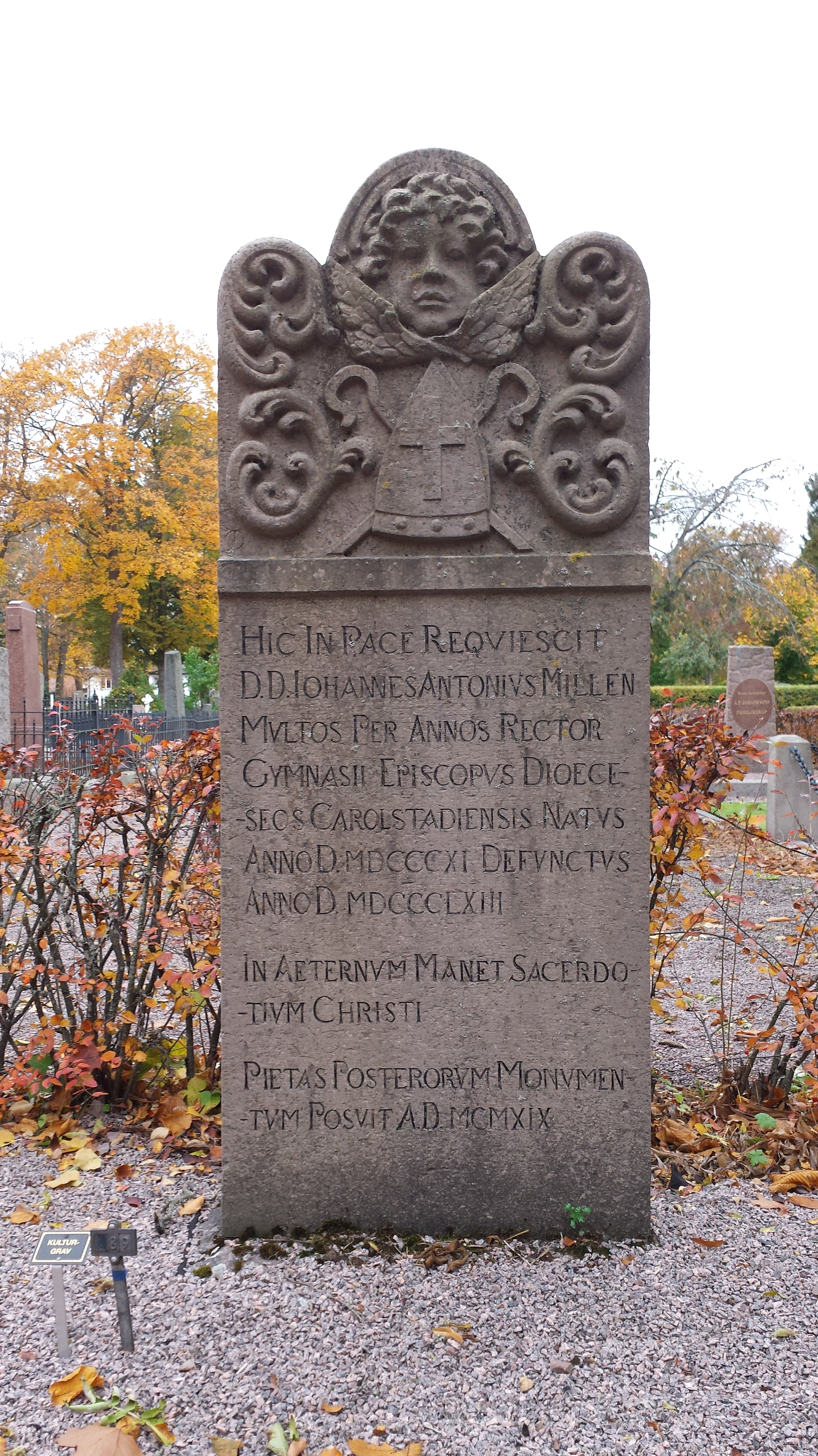
Johan Anton Milléns grav på Gamla kyrkogården i Karlstad.

Johan Anton Millén, född 10 januari 1811 i Åsele, död 11 september 1863 i Stockholm, var en svensk biskop och riksdagsman.

## Biografi
Johan Anton Millén var son till pastorn i Åsele församling, Erik Millén, och Eva Christina Degerman; både far- och morföräldrarna tillhörde prästsläkter samt var Bureättlingar.
Millén blev 1830 student vid Uppsala universitet, 1836 filosofie magister, samt 1840 teologie kandidat och docent i kyrkohistoria. Därefter företog han en utländsk studieresa. Han blev år 1860 teologie doktor.
År 1845 förestod han den Kalsenianska professuren i Uppsala, blev 1846 lektor vid Karlstads högre allmänna läroverk, och mellan 1847 och 1859 även rektor. År 1857 utnämndes han till kyrkoherde i Örs församling, och 1859 till biskop i Karlstads stift. Som riksdagsman deltog han bland annat vid riksdagarna 1856-1858, 1859-1860 och 1862-1863. År 1859 invigde han den nybyggda Silbodals kyrka.